# Кенгірський сільський округ
Кенгі́рський сільський округ (каз. Кеңгір ауылдық округі, рос. Кенгирский сельский округ) — адміністративна одиниця у складі Жезказганської міської адміністрації Улитауської області Казахстану. Адміністративний центр — село Кенгірське.
Населення — 2721 особа (2021; 3219 у 2009, 3553 у 1999, 3321 у 1989).
Станом на 1989 рік існувала Кенгірська сільська рада (село Кенгірське, селища 310 км, 323 км, 334 км, 359 км, 360 км, 366 км, 370 км, 400 км, Підхоз НПО, Рибопитомник, Теректи, Тюємойнак). 2010 року були ліквідовані селища Роз'їзд 310, Роз'їзд 323, Роз'їзд 335, Роз'їзд 359, Роз'їзд 370, Рибопитомник.

## Склад
До складу округу входять такі населені пункти:
| Населений пункт               | Населення, осіб (1989) | Населення, осіб (1999) | Населення, осіб (2009) | Населення, осіб (2021) |
| ----------------------------- | ---------------------- | ---------------------- | ---------------------- | ---------------------- |
| 400 км, станційне селище      | 2                      | -                      | -                      | -                      |
| Кенгірське, село              | 2195                   | 2441                   | 2393                   | 2258                   |
| Корганбай, село               | 194                    | 180                    | 105                    | 64                     |
| Рибопитомник, село            | 22                     | 23                     | 4                      | -                      |
| Роз'їзд 60, станційне селище  | -                      | -                      | 51                     | 18                     |
| Роз'їзд 310, станційне селище | 23                     | 18                     | 9                      | -                      |
| Роз'їзд 323, станційне селище | 33                     | 35                     | 18                     | -                      |
| Роз'їзд 335, станційне селище | 12                     | 13                     | 5                      | -                      |
| Роз'їзд 359, станційне селище | 1                      | 4                      | 4                      | -                      |
| Роз'їзд 360, станційне селище | 36                     | 50                     | -                      | -                      |
| Роз'їзд 366, станційне селище | 26                     | 46                     | 32                     | 8                      |
| Роз'їзд 370, станційне селище | 5                      | 12                     | 30                     | -                      |
| Теректи, станційне селище     | 623                    | 532                    | 428                    | 295                    |
| Туйємойнак, станційне селище  | 149                    | 199                    | 170                    | 78                     |